# Греховная любовь (фильм, 1929)
«Греховная любовь» (пол. Grzeszna miłość) — польский немой чёрно-белый художественный фильм, снятый в 1929 году режиссёрами Мечиславом Кравичем и Збигневом Гняздовским на киностудии «Сфинкс».
Экранизация романа Анджея Струга «Поколение Марека Свиды».
Премьера фильма состоялась 17 октября 1929 года. Фильм считается утерянным.

## Сюжет
Молодой человек Марек Свида знакомится с двумя очаровательными девушками. Одна из них — добрая и непокорная Моника Гослицкая, а другая — красивая и вспыльчивая Иза Хословская. Сначала главный герой колеблется, кого из них выбрать. Однако, в конце концов, он влюбляется в Монику, но к сожалению, она уже является женой его друга Романа, след которого затерялся во время Первой мировой войны и нет никаких сведений, жив ли он. Моника, несмотря на то, что всё ещё помнит о своем муже-солдате, тоже начинает испытывать горячее чувство к Мареку. Влюбленные, очарованные друг другом, забывают обо всём, предаваясь страсти. Они не ведают, что Иза знает их тайну.

## В ролях
- Ядвига Смосарская — Моника Гослицкая
- Юзеф Малишевский — Роман Гослицкий, муж Моники
- Тадеуш Весёловский — Марек Свида
- Софья Батыцкая — Иза Хословская
- Францишек Доминиак — Куба Свида
- Владислава Яськувна — жена Кубы Свиды
- Ежи Кобуш — Ендрек
- Нина Сверчевская — сестра милосердия
- Витольд Кунцевич — офицер
- Тадеуш Ольша — офицер
- Богуслав Самборский — Раушке